# Rammert (FFH-Gebiet)
Das FFH-Gebiet Rammert liegt in der Mitte von Baden-Württemberg und ist Bestandteil des europäischen Schutzgebietsnetzes Natura 2000. Es wurde 2005 zur Ausweisung vorgeschlagen und durch Verordnung des Regierungspräsidiums Tübingen vom 5. November 2018 (in Kraft getreten am 11. Januar 2019) ausgewiesen.

## Lage
Das rund 2859 Hektar (ha) große Schutzgebiet Rammert liegt in den Naturräumen Südwestliches Albvorland, Mittleres Albvorland, Schönbuch und Glemswald und Obere Gäue. Die sechs Teilgebiete befinden sich in den Gemeinden Dußlingen, Bodelshausen, Hirrlingen, Ofterdingen, Rottenburg am Neckar und Tübingen im Landkreis Tübingen sowie Hechingen und Rangendingen im Zollernalbkreis.

## Beschreibung
Der Landschaftscharakter des Schutzgebiets wird im Wesentlichen durch den größtenteils bewaldeten Höhenzug des Rammerts bestimmt, der durch teils tief eingeschnittene Klingen und Täler gegliedert ist. Auf den randlichen Hanglagen befinden sich viele Streuobstwiesen, die in Grünland- und Ackerflächen in den Talauen von Neckar, Steinlach und Katzenbach übergehen.

## Schutzzweck

### Lebensraumtypen
Folgende Lebensraumtypen nach Anhang I der FFH-Richtlinie kommen im Gebiet vor:
| EU Code | * | Lebensraumtyp (offizielle Bezeichnung)                                                                                             | Kurzbezeichnung                              |
| ------- | - | --- | -------------------------------------------- |
| 3150    |   | Natürliche eutrophe Seen mit einer Vegetation des Magnopotamions oder Hydrocharitions                                              | Natürliche nährstoffreiche Seen              |
| 3260    |   | Flüsse der planaren bis montanen Stufe mit Vegetation des Ranunculion fluitantis und des Callitricho-Batrachion                    | Fließgewässer mit flutender Wasservegetation |
| 6210    | * | Naturnahe Kalk-Trockenrasen und deren Verbuschungsstadien (Festuco-Brometalia) (*besondere Bestände mit bemerkenswerten Orchideen) | Kalk-Magerrasen – orchideenreiche Bestände*  |
| 6430    |   | Feuchte Hochstaudenfluren der planaren und montanen bis alpinen Stufe                                                              | Feuchte Hochstaudenfluren                    |
| 6510    |   | Magere Flachland-Mähwiesen (Alopecurus pratensis, Sanguisorba officinalis)                                                         | Magere Flachland-Mähwiesen                   |
| 7220    | * | Kalktuffquellen (Cratoneurion) | Kalktuffquellen                              |
| 7230    |   | Kalkreiche Niedermoore | Kalkreiche Niedermoore                       |
| 9110    |   | Hainsimsen-Buchenwald (Luzulo-Fagetum)                                                                                             | Hainsimsen-Buchenwald                        |
| 9130    |   | Waldmeister-Buchenwald (Asperulo-Fagetum)                                                                                          | Waldmeister-Buchenwald                       |
| 9160    |   | Subatlantischer oder mitteleuropäischer Stieleichenwald oder Eichen-Hainbuchenwald (Carpinion betuli)                              | Sternmieren-Eichen-Hainbuchenwald            |
| 9170    |   | Labkraut-Eichen-Hainbuchenwald Galio-Carpinetum                                                                                    | Labkraut-Eichen-Hainbuchenwald               |
| 9180    | * | Schlucht- und Hangmischwälder (Tilio-Acerion)                                                                                      | Schlucht- und Hangmischwälder                |
| 91E0    | * | Auen-Wälder mit Alnus glutinosa und Fraxinus excelsior (Alno-Padion, Alnion incanae, Salicion albae)                               | Auenwälder mit Erle, Esche, Weide            |

### Arteninventar
Folgende Arten von gemeinschaftlichem Interesse kommen im Gebiet vor:
| Bild                | EU Code | * | Art                 | wissenschaftlicher Name     | Artengruppe    |
| ------------------- | ------- | - | ------------------- | --------------------------- | -------------- |
| Spanische Flagge    | 1078    | * | Spanische Flagge    | Callimorpha quadripunctaria | Schmetterlinge |
| Hirschkäfer         | 1083    | * | Hirschkäfer         | Lucanus cervus              | Käfer          |
| Steinkrebs          | 1093    | * | Steinkrebs          | Austropotamobius torrentium | Krebse         |
| Bechsteinfledermaus | 1323    |   | Bechsteinfledermaus | Myotis bechsteinii          | Säugetiere     |
| Großes Mausohr      | 1324    |   | Großes Mausohr      | Myotis myotis               | Säugetiere     |
| Biber               | 1337    |   | Biber               | Castor fiber                | Säugetiere     |
| Grünes Besenmoos    | 1381    |   | Grünes Besenmoos    | Dicranum viride             | Moose          |

### Zusammenhängende Schutzgebiete
Folgende Naturschutzgebiete sind Bestandteil des FFH-Gebiets:
- Espenloch-Hintere Halde
- Lauchhalde
- Bühler Tal und Unterer Bürg
- Vollmershalde
- Rappenberg
- Katzenbach-Dünnbachtal
- Winterhalde

Das Vogelschutzgebiet Mittlerer Rammert überschneidet sich zu einem großen Teil mit dem FFH-Gebiet.